# برايان سلزنيك
برايان سلزنيك (بالإنجليزية: Brian Selznick)‏‏ (14 يوليو 1966 - ) كاتب، ورسام توضيحي، ومحرك دمى، وكاتب للأطفال، وروائي من الولايات المتحدة.

## الجوائز
- Penzberger Urmel [الإنجليزية]‏
- ميدالية كالديكوت

## روابط خارجية
- برايان سلزنيك على موقع IMDb (الإنجليزية)
- برايان سلزنيك على موقع ألو سيني (الفرنسية)
- برايان سلزنيك على موقع ميوزك برينز (الإنجليزية)
- برايان سلزنيك على موقع ديسكوغز (الإنجليزية)
- برايان سلزنيك على موقع قاعدة بيانات الفيلم (الإنجليزية)